# Rezystor drutowy

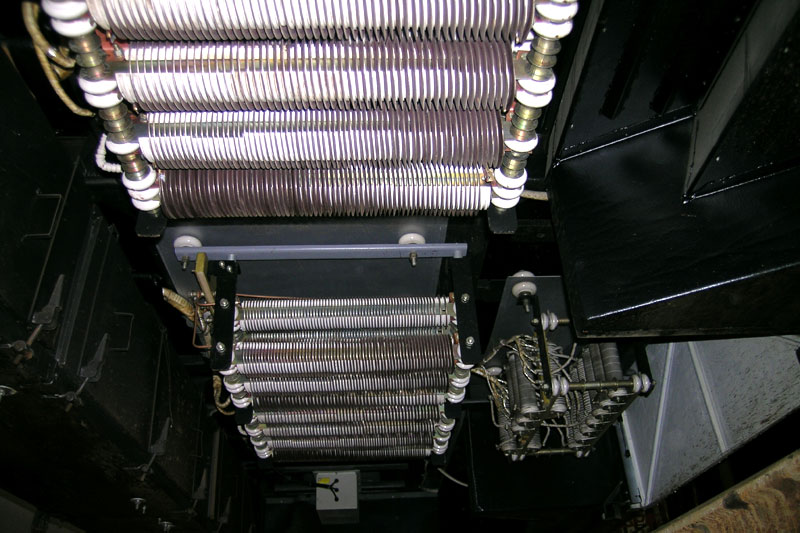
Rezystory drutowe dużej mocy w układzie hamulcowym tramwaju elektrycznego

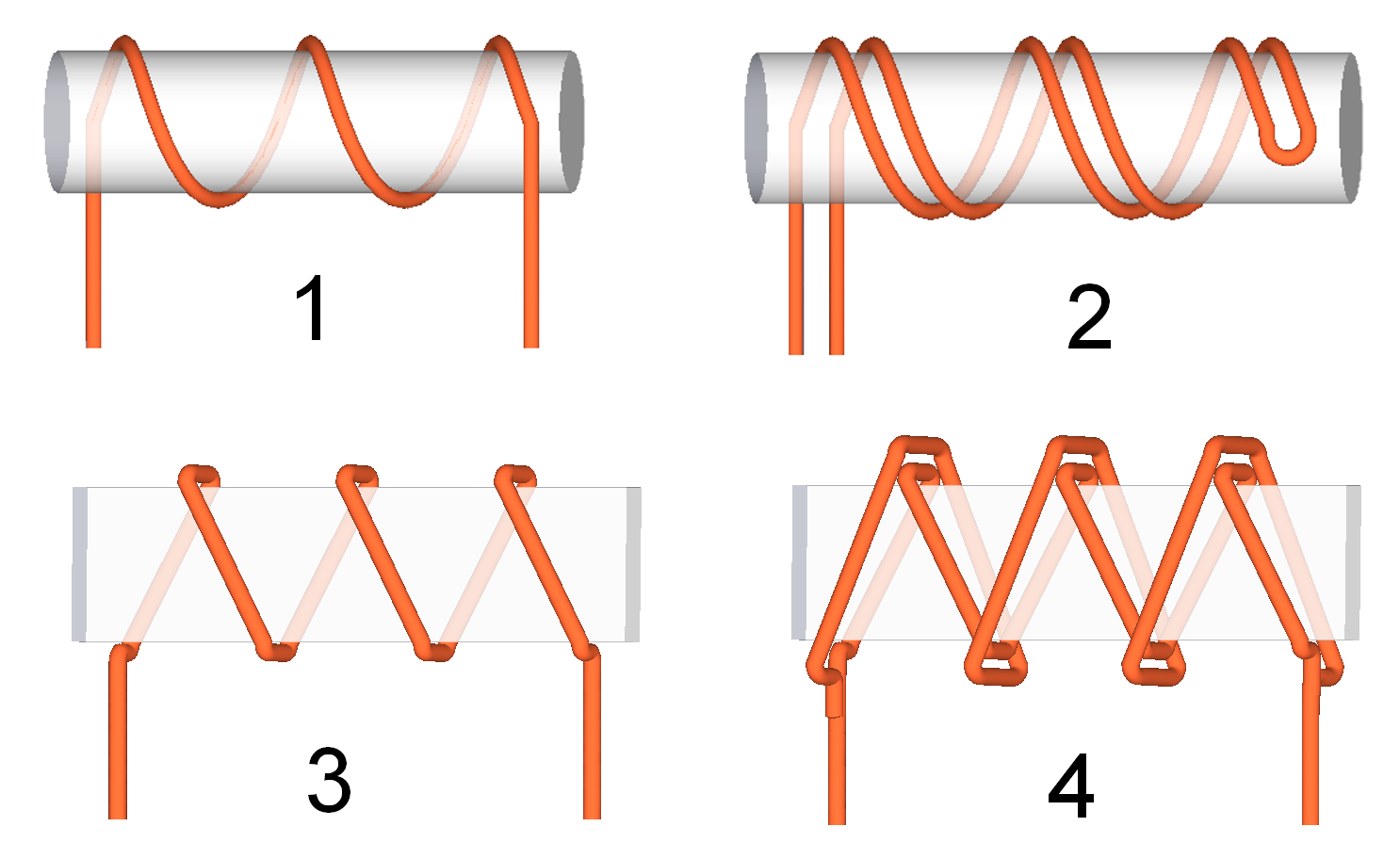
Rodzaje uzwojeń rezystorów drutowych:
1 – zwykłe
2 – bifilarne
3 – zwykłe na płaskim elemencie
4 – Ayrtona-Perry'ego

Rezystor drutowy – rodzaj rezystora. Wykonuje się je nawijając na rurce ceramicznej lub z tworzywa sztucznego drut (taśmę) oporowy. Końcówki drutu oporowego mocuje się do wyprowadzeń. Zazwyczaj drut zabezpiecza się przed wpływem otoczenia przez pokrycie lakierem ochronnym, zatopienie w obudowie ceramicznej lub metalowej z radiatorem.

## Właściwości
Ważniejsze właściwości rezystorów drutowych
- duże moce znamionowe (25 W i więcej),
- małe rezystancje znamionowe (od 0,5 Ω do 10 kΩ),
- mały temperaturowy współczynnik rezystancji,
- duża stabilność czasowa,
- duże rozmiary,
- duża indukcyjność i pojemność pasożytnicza, co ogranicza zakres częstotliwości pracy rezystorów do 50 kHz,
- wykonuje się je w 2 klasach dokładności: ±5% i ±10%, a w specjalnych wykonaniach nawet do 0,005%,
- duża wytrzymałość na wyładowania elektrostatyczne.